# Mdhilla
Mdhilla, Mdhila, El Mdhila, M'Dilla o M'Dilla (àrab: المظيلة, al-Mẓīla) és una ciutat de Tunísia a la governació de Gafsa, situada uns 12 km al sud de Gafsa. Té uns 4.000 habitants. És capçalera d'una delegació amb 16.270 habitants.

## Geografia
Compta amb una estació de ferrocarril de la branca que ve de les mines del Djebel Sahib, on, al peu de la muntanya, hi ha la vila de Sahib. A l'est es troba la terra erma del Chott El Guettar, un petit antic llac salat avui sec, limitada al sud pel Djebel Bou Gerra.

## Economia
L'economia està basada en el treball a les explotacions mineres (fosfats) i una mica d'agricultura.

## Administració
És el centre de la delegació o mutamadiyya homònima, amb codi geogràfic 61 58 (ISO 3166-2:TN-12), dividida en quatre sectors o imades:
- Mdhila Centre (61 58 51)
- Cité des Travailleurs (61 58 52)
- Sahib (61 58 53)
- El Segui (61 58 54)

Al mateix temps, forma una municipalitat o baladiyya (codi geogràfic 61 16).